# Kapela sv. Roka u Subotici
Kapela sv. Roka je katolička kapela u Subotici. 
Podignuta je 1738. godine. Podignuta je na mjestu zajedničke grobnice tridesetorice muškaraca koje su Osmanlije pobili prilikom jedne provale u Suboticu. Nakon niza poraza i gubitaka teritorija u južnoj Panonskoj nizini, Osmanlije su zadržali Banat iz kojeg su često upadali preko Tise u Bačku. Te žrtve osmanskog nasilja nisu pokopane na groblju, nego su pokopani u zajedničku grobnicu. Zavjetna kapela sv. Roka je iznad te zajedničke grobnice.
Povjesniča István Iványi smatra da je na mjestu ove kapele bilo najstarije subotičko groblje.
Regulacijska karta Subotice iz 12. siječnja 1822. zabilježila je kanal u Mlaki u Subotici, a pored nje kao značajni gradski objekti zabilježeni su: Gradska kuća, katolička crkva franjevaca sa samostanom, Kalvarija, pravoslavna crkva sa školom, kapela sv. Roke, spomenik sv. Trojstva, stup srama, pijaca, barutana, Rogina bara, školska zgrada, gradska gostionica, kanal u Mlaki i drugi lokaliteti.
Projekt renoviranja kapele sv. Roke 1885. godine vodio je Tit Mačković. Danas je zaštićeni spomenik.